# ASTER (リモートセンシング)
ASTER (ASTER/アスター，Advanced Spaceborne Thermal Emission and Reflection Radiometer) は、EOS計画の一環として1999年に打ち上げられたNASAの地球観測衛星「テラ」に搭載されている光学センサである。ASTERを活用したプロジェクトは、資源探査をも視野に入れた地形・地質の解析、植生の分布調査、地表温度と大気の相関研究、火山噴火のモニタリング、雲のタイプ分類、サンゴ礁の役割研究などを目的としている。NASAの協力の下、通商産業省が所管していた資源探査用観測システム研究開発機構（JAROS）と資源・環境観測解析センタ―（ERSDAC）が開発した。JAROSとERSDACの合併により、2012年からは一般財団法人宇宙システム開発利用推進機構が継承している。

## 概要
1999年12月にNASAの地球観測衛星テラに搭載され地球周回軌道に打ち上げられた。ASTER は電磁スペクトルにおける、14の異なる波長において、地球に関する高解像度の像を取得する。観測できる周波数の範囲は、可視光から熱赤外線光の範囲に及ぶ。像の解像度は、15mから90mの範囲となる。ASTER が収集したデータは、陸地の表面温度分布、放射率 (emissivity)、反射率 (reflectance)、そして海抜 (elevation) の詳細地図を造るのに使用されている。
2000年2月から運用を開始し、観測データの地上側での処理・保存・配布業務は、2016年4月より国立研究開発法人産業技術総合研究所に移管している。

## センサの構成

### 可視近赤外放射計（VNIR）
可視近赤外放射計(Visible and Near-infrared Radiometer)は、可視から近赤外波長域の地表の太陽反射光を検出する高分解能光学センサである。バンド1から3までの3つの観測バンドと立体視バンドがあり、軌道と直交方向に±24°のポインティング能力を有する。地表分解能は15mで、マルチスペクトル画像の作成に使用する。

### 短波長赤外放射計（SWIR）
短波長赤外放射計(Short Wave Infrared Radiometer)は、短波長赤外波長域の地表からの太陽反射光を検出する高分解能光学センサである。バンド4から9までの6つの観測バンドがあり、軌道と直交方向に±8.55°のポインティング能力を有する。地表分解能は30mである。

#### SWIRの運用停止
SWIR検出器は常時77kに冷却される設計仕様となっているが、冷却器の経年劣化により2004年9月28日に検出器の温度が78Kに上昇した。冷却量の増加や設定温度の変更など対策を行い設計寿命の50000時間を超過した運用が続けられたものの、2007年後半にはデータの品質を維持可能な限界の温度である83Kを越えたため、2008年7月17日以降、冷却装置の運用を停止している。

### 熱赤外放射計（TIR）
熱赤外放射計(Thermal Infrared Radiometer)は、地表面の熱赤外線放射を観測する放射計である。バンド10から14の5つの観測バンドがあり、軌道と直交方向に±8.55°のポインティング能力を有する。地表分解能は90mである。熱放射特性を利用して大気、地表面、海面の高精度の観測を行う。